# Gymnotus coatesi
Gymnotus coatesi és una espècie de peix pertanyent a la família dels gimnòtids.

## Descripció
- Fa 30 cm de llargària màxima.[6][7]

## Hàbitat
És un peix d'aigua dolça, bentopelàgic i de clima tropical.

## Distribució geogràfica
Es troba a Sud-amèrica: conca del riu Amazones i d'altres indrets del nord del subcontinent.

## Observacions
És inofensiu per als humans.